# Nemastomatidae
Famille
Les Nemastomatidae sont une famille d'opilions dyspnois. On connaît plus de 180 espèces dans 28 genres.

## Distribution
Les espèces de cette famille se rencontrent en écozone holarctique et dans le Nord-Est de l'écozone Indomalaise.

## Liste des genres
Selon World Catalogue of Opiliones (29/03/2023) :
- Nemastomatinae Simon, 1872
  - Acromitostoma Roewer, 1951
  - Burnia Prieto, 2021
  - Carinostoma Kratochvíl, 1958
  - Caucnemastoma Martens, 2006
  - Centetostoma Kratochvíl, 1958
  - Giljarovia Kratochvíl, 1958
  - Hadzinia Šilhavý, 1966
  - Histricostoma Kratochvíl, 1958
  - Mediostoma Kratochvíl, 1958
  - Mitostoma Roewer, 1951
  - Nemaspela Šilhavý, 1966
  - Nemastoma Koch, 1836
  - Nemastomella Mello-Leitão, 1936
  - Paranemastoma Redikortsev, 1936
  - Pyza Staręga, 1976
  - Saccarella Schönhofer & Martens, 2012
  - Sinostoma Martens, 2016
  - Starengovia Snegovaya, 2010
  - Vestiferum Martens, 2006
  - † Paragiljarovia Elsaka, Mitov & Dunlop, 2019
  - † Parahistricostoma Mitov, Perkovsky & Dunlop, 2021
- Ortholasmatinae Shear & Gruber, 1983
  - Asiolasma Martens, 2019
  - Cladolasma Suzuki, 1963
  - Cryptolasma Cruz-López, Cruz-Bonilla & Francke, 2018
  - Dendrolasma Banks, 1894
  - Martensolasma Shear, 2006
  - Ortholasma Banks, 1894
  - Trilasma Goodnight & Goodnight, 1942

## Systématique et taxinomie
Cette famille a été décrite par Simon en 1872.

## Publication originale
- Simon, 1872 : « Notices sur les arachnides cavernicoles et hypogés. » Annales de la Société Entomologique de France', sér. 5, vol. 2, p. 215–244 (texte intégral).